# ¡Ay, Carmela!
¡Ay, Carmela! is een Spaans-Italiaanse dramafilm uit 1990 onder regie van Carlos Saura.

## Verhaal
Tijdens de Spaanse Burgeroorlog treden Carmela en Paulino op voor de republikeinse troepen. Op weg naar een voorstelling worden ze gevangengenomen door franquisten. Ze besluiten om voor hen op te treden, maar ze gaan twijfelen aan die keuze, als blijkt dat er zich ten dode opgeschreven krijgsgevangenen onder het publiek bevinden.

## Rolverdeling
| Acteur            | Personage           |
| ----------------- | ------------------- |
| Carmen Maura      | Carmela             |
| Andrés Pajares    | Paulino             |
| Gabino Diego      | Gustavete           |
| Maurizio De Razza | Luitenant Ripamonte |
| José Sancho       | Kapitein            |
| Mario De Candia   | Bruno               |
| Miguel Rellán     | Ondervrager         |
| Edward Żentara    | Poolse soldaat      |
| Rafael Díaz       | Wachtpost           |
| Chema Mazo        | Burgemeester        |
| Antonio Fuentes   | Vaandrig            |
| Mario Martín      | Hoofdman            |
| Emilio del Valle  | Cardoso             |
| Silvia Casanova   | Gevangene           |
| Alfonso Guirao    | Boer                |